# SM U-38
SM U-38 – niemiecki okręt podwodny typu U-31 zbudowany w Friedrich Krupp Germaniawerft w Kilonii w latach 1913-1914. Wodowany 9 września 1914 roku, wszedł do służby w Cesarskiej Marynarce Wojennej 15 grudnia 1914 roku. W trakcie I wojny światowej zatopił 138 statków o łącznej pojemności 292 445 BRT, a także 2 okręty. Zajął także jako pryz 3 statki o pojemności 3 550 BRT. 23 lutego 1919 roku został poddany zwycięskiej Francji, w lipcu 1921 roku zezłomowany w Breście.